# Ингулецкий сельский совет (Белозёрский район)
Ингулецкий сельский совет (укр. Інгулецька сільська рада) — входит в состав
Белозёрского района
Херсонской области
Украины.
Административный центр сельского совета находится в 
с. Ингулец
.

## История
- 1880 — дата образования.

## Населённые пункты совета
- с. Ингулец
- с. Тельмана
- с. Ясная Поляна